# Bundeszentrale für politische Bildung
La Bundeszentrale für politische Bildung (bpb, en français : Agence fédérale pour la formation civique) est une administration de la République fédérale d'Allemagne fondée en 1952, relevant du ministère fédéral de l'Intérieur, basé à Bonn. Thomas Krüger en est le président depuis juin 2000.

## Mission
L'État fédéral et l'agence fédérale pour l'éducation civique travaillent à l'interface entre l'État, la politique, les établissements d'enseignement, la science et les médias. Son activité comprend l'éducation civique parascolaire des jeunes et des adultes, ainsi que l'éducation civique dans les écoles. Chargée d'une mission de service public, elle est guidée par les principes du pluralisme, de la confrontation des idées et de la rationalité.
Ses missions sont officiellement définies dans le décret sur l'Agence fédérale pour l'éducation politique du 24 janvier 2001, § 2 : « L'agence a pour tâche de promouvoir la compréhension des questions politiques par des mesures d'éducation civique, de consolider la conscience démocratique et de renforcer la volonté de participer à la politique. »
Le § 6 art. 1 du décret énonce que la position politiquement équilibrée et l'efficacité politique des travaux de l'agence fédérale sont contrôlées par un conseil d'administration composé de 22 membres du Bundestag.

## Histoire

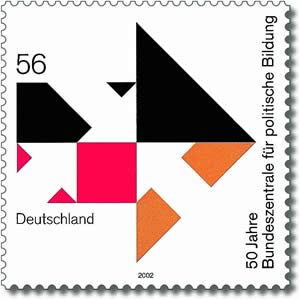
Timbre-poste allemand de 2002 émis à l'occasion du cinquantenaire de l'agence.

L'agence est fondée en 1952 en tant que Centre fédéral du service intérieur pour apporter une contribution allemande à l' éducation à la démocratie. La « Reichszentrale für Heimatdienst » (Bureau central du Reich pour le service de la patrie), elle-même issue du « Bureau central du service de la patrie » fondé au printemps 1918, avait été une sorte de précurseur durant la République de Weimar. Alors que le bureau central était censé renforcer la résilience de la population pendant la Première Guerre mondiale, le Reichszentrale était chargée en 1919 de promouvoir la conscience démocratique et de transmettre des connaissances sur la démocratie parlementaire.
L'institutionnalisation des centres d'éducation civique tant au niveau des États qu'au niveau fédéral est la conséquence de l'expérience vécue avec l'effondrement de la démocratie de Weimar et la dictature nationale-socialiste qui a suivi. Mais elle trouve aussi ses racines dans la politique de rééducation des alliés occidentaux après 1945 dans le but de « rééduquer » les Allemands à la démocratie.
Hadija Haruna-Oelker a écrit en 2015 pour l'Agence fédérale pour l'éducation civique un article sur le réfugié et délinquant en soins intensifs Yehya E.,  dont l'histoire a également été filmée dans le documentaire Gangsterläufer dirigé Christian Stahl.

## Présidents
- 1952-1969 : Paul Franken (indépendant)
- 1969-1976 : Hans Stercken (CDU)
- 1976–1992 : Franklin Schultheiss (SPD)
- 1992-2000 : Günter Reichert (CDU)
- depuis 2000 : Thomas Krüger (SPD)

## Travaux
Le bpb fournit une offre dans les domaines suivants :
- Réunions, séminaires, forums, congrès et voyages d'études ;
- Publications sur des sujets majeurs ;
- Matériel d'enseignement et d'apprentissage pour l'éducation civique ;
- Développement de nouvelles méthodes et utilisation de nouvelles techniques de transfert d'informations ;
- Expositions et concours ;
- Création et coordination d'un réseau d'éducation politique ;
- Soutien et promotion d'une offre éducative pluraliste.